# Ahmed Fizazi
Ahmed Fizazi, né à Oujda au Maroc en 1929 ou 1930 et mort à Rabat le 4 avril 2010 à l'âge de 80 ans, est un homme politique marocain.

## Vie familiale
Ahmed Fizazi était marié et père de trois enfants. Son petit fils Mehdi Regragui, fils de sa fille Samia Fizazi, est mari de la princesse Lalla Soukaïna, petite fille du roi Hassan II.

## Carrière politique
Il était gouverneur de plusieurs villes avant d'être le premier à avoir été nommé wali du Grand Casablanca le 27 juillet 1981 pour environ dix ans.